# Боніфацій IV
Святий Боніфацій IV (лат. Bonifacius; бл. 550 — 25 травня 615) — шістдесят сьомий папа Римський (15 вересня 608—25 травня 615). Син лікаря на ймення Іоанн, що походив з племені марсіїв. Отримав згоду імператора Фоки на перетворення язичницького Пантеону на християнський храм. Вважається, що 13 травня 609 року Пантеон, зведений Агріппою Макром Віпсанієм на честь Юпітера, Венери та Марса, був освячений папою на честь Діви Марії та усіх мучеників.
За часів понтифікату Боніфація Рим часто потерпав від голоду, епідемій чуми та повеней, а тому його мешканці звинувачували Боніфація, як найближчого до Бога, у цих нещастях. 
Його пам'ять відзначається 25 травня.